# Gilad Blum
Gilad Blum, Gilad Bloom (hebr. ‏גלעד בלום‎; ur. 1 marca 1967 w Tel Awiwie) – izraelski tenisista, reprezentant kraju w Pucharze Davisa, olimpijczyk z Seulu (1988) i Barcelony (1992).

## Kariera tenisowa
Zawodowym tenisistą był w latach 1986–1995.
Blum jest finalistą trzech turniejów o randze ATP World Tour w grze pojedynczej, natomiast w grze podwójnej wygrał cztery tytuły z pięciu rozegranych finałów.
Przez całą karierę reprezentował Izrael w Pucharze Davisa notując w singlu bilans dziesięciu zwycięstw i siedemnastu porażek, a w deblu trzy wygrane przy pięciu przegranych.
W 1988 zagrał na igrzyskach olimpijskich w Seulu odpadając z rywalizacji w pierwszej rundzie gry pojedynczej i drugiej rundzie gry podwójnej. W deblu tworzył parę z Amosem Mansdorfem. Cztery lata później w Barcelonie wystartował w singlu docierając do drugiej rundy.
W rankingu gry pojedynczej najwyżej był na 61. miejscu (15 października 1990), a w klasyfikacji gry podwójnej na 62. pozycji (24 lutego 1992).

### Finały w turniejach ATP World Tour
| Legenda                                      |
| -------------------------------------------- |
| Wielki Szlem                                 |
| Igrzyska olimpijskie                         |
| Tennis Masters Cup / ATP Finals              |
| ATP Masters Series / ATP Tour Masters 1000   |
| ATP International Series Gold / ATP Tour 500 |
| ATP International Series / ATP Tour 250      |

#### Gra pojedyncza (0–3)
| Końcowy wynik | Nr | Data                 | Turniej       | Nawierzchnia | Przeciwnik    | Wynik finału  |
| ------------- | -- | -------------------- | ------------- | ------------ | ------------- | ------------- |
| Finalista     | 1. | 22 października 1989 | Tel Awiw-Jafa | Twarda       | Jimmy Connors | 6:2, 2:6, 1:6 |
| Finalista     | 2. | 24 czerwca 1990      | Manchester    | Trawiasta    | Pete Sampras  | 6:7, 6:7      |
| Finalista     | 3. | 28 kwietnia 1991     | Singapur      | Twarda       | Jan Siemerink | 4:6, 3:6      |

#### Gra podwójna (4–1)
| Końcowy wynik | Nr | Data                 | Turniej       | Nawierzchnia | Partner         | Przeciwnicy                    | Wynik finału  |
| ------------- | -- | -------------------- | ------------- | ------------ | --------------- | ------------------------------ | ------------- |
| Zwycięzca     | 1. | 18 października 1987 | Tel Awiw-Jafa | Twarda       | Szachar Perkiss | Wolfgang Popp Huub van Boeckel | 6:2, 6:4      |
| Zwycięzca     | 2. | 16 listopada 1987    | São Paulo     | Twarda       | Javier Sánchez  | Tomás Carbonell Sergio Casal   | 6:3, 6:7, 6:4 |
| Finalista     | 1. | 14 stycznia 1990     | Auckland      | Twarda       | Paul Haarhuis   | Kelly Jones Robert Van’t Hof   | 6:7, 0:6      |
| Zwycięzca     | 3. | 21 kwietnia 1991     | Seul          | Twarda       | Alex Antonitsch | Kent Kinnear Sven Salumaa      | 7:6, 6:1      |
| Zwycięzca     | 4. | 19 maja 1991         | Umag          | Ceglana      | Javier Sánchez  | Richey Reneberg David Wheaton  | 7:6, 2:6, 6:1 |